# Barranc de les Sargues (Espluga de Serra)
El Barranc de les Sargues és un barranc de l'antic terme d'Espluga de Serra, de l'Alta Ribagorça, actualment inclòs en el terme municipal de Tremp, al Pallars Jussà.
Es forma a l'extrem sud-est, el més alt, del Serrat de la Collada, al lloc anomenat lo Serrat, a 1.051 m d'altitud. El seu tram superior s'anomena també barranc de la Solanera. Des d'aquell lloc davalla cap al nord-oest, de forma paral·lela pel nord-est al Serrat de la Collada, fins que s'aboca en la Noguera Ribagorçana a l'extrem nord-oest d'aquest mateix serrat, a los Esbalçaders.